# Малинский опытно-экспериментальный завод
Малинский опытно-экспериментальный завод (укр. Малинський дослідно-експериментальний завод) — промышленное предприятие в городе Малин Житомирской области Украины.

## История
История предприятия началась в 1963 году, когда на базе промартели «Плуг» был создан Малинский литейно-механический завод, который изготавливал стальное и чугунное литьё, детали для сельскохозяйственных машин и иные металлоизделия.
В марте 1966 года предприятие было преобразовано в Малинский опытно-экспериментальный завод Министерства тракторного и сельскохозяйственного машиностроения СССР, на заводе было установлено новое оборудование. Только за годы восьмой пятилетки (1966 - 1970 гг.) основные производственные фонды завода были увеличены в 2,5 раза, в дальнейшем завод начал изготавливать нестандартное оборудование для машиностроительных предприятий СССР (в том числе, для Волгоградского тракторного завода, предприятий Гомеля, Челябинска и Ташкента). Кроме того, здесь разрабатывали и испытывали новые технологии изготовления оборудования для кузнечно-прессовых, термических и красящих производств.
В 1970е - 1980е годы завод являлся одним из ведущих предприятий города, на балансе находились объекты социальной инфраструктуры.
В соответствии с 13-м пятилетним планом развития народного хозяйства СССР (1991 - 1995 гг.) предусматривалось расширение завода с техническим перевооружением его литейного производства, но после провозглашения независимости Украины 14 октября 1991 года это решение было отменено.
В 1992 году находившийся на балансе предприятия детский сад № 11 был передан в коммунальную собственность города.
В июне 1992 года Кабинет министров Украины поручил заводу переориентировать производство и освоить выпуск технологических линий для изготовления кирпича.
31 мая 1993 года Кабинет министров Украины разрешил приватизацию завода с целью привлечения в страну иностранных инвестиций и 15 мая 1995 года - утвердил решение о приватизации завода, после чего государственное предприятие было преобразовано в открытое акционерное общество.
В дальнейшем, часть производственных мощностей МОЭЗ была выделена в отдельные предприятия.
В конце 2005 года завод освоил производство шнековых грохотов для угольной промышленности.

## Современное состояние
Завод производит стальное и чугунное литьё, запасные части и оборудование для сельскохозяйственных машин и железнодорожного транспорта, а также специальное технологическое оборудование (в том числе, оборудование для горнодобывающей промышленности).